# Oritaone
Nella mitologia greca, Oritaone era un guerriero troiano vissuto al tempo di re Priamo, sotto il cui regno avvenne la guerra di Troia. Le sue gesta sono narrate nel libro III del Posthomerica di Quinto Smirneo.

## Il mito

### Origini
Oritaone era un fiero combattente di schieramento troiano, stretto compagno di Ettore a cui sopravvisse per alcuni giorni. Per aspetto e carattere, Oritaone era assai simile ad una divinità.

### La morte
Oritaone fu una delle sventurate vittime di Achille morente; ferito e schernito dal dio Apollo, l'eroe comprese che la sua breve vita era giunta al termine e, impazzito d'ira e dolore, si abbatté sulle orde troiane meditando una strage. Per primo, trapassò con la lancia le tempie di Oritaone sfondandogli l'elmo e le ossa del cranio; la punta dell'asta recise i nervi e spappolò il cervello del guerriero, provocandone la morte immediata.
Oritaone perse così la vita per mano dell'assassino del suo amico Ettore.